# Dariyabad
Dariyabad là một thị xã và là một nagar panchayat của quận Barabanki thuộc bang Uttar Pradesh, Ấn Độ.

## Nhân khẩu
Theo điều tra dân số năm 2001 của Ấn Độ, Dariyabad có dân số 15.661 người. Phái nam chiếm 52% tổng số dân và phái nữ chiếm 48%. Dariyabad có tỷ lệ 47% biết đọc biết viết, thấp hơn tỷ lệ trung bình toàn quốc là 59,5%: tỷ lệ cho phái nam là 54%, và tỷ lệ cho phái nữ là 41%. Tại Dariyabad, 17% dân số nhỏ hơn 6 tuổi.